# Antonio Durán
Antonio Duran, född 19 augusti 1924 i Arbucias (Girona), Spanien, död 11 januari 2009, var en spansk fotbollsspelare och -tränare, mest känd som tränare för Malmö FF 1963-1971.
Duran föddes i Katalonien men växte upp på Teneriffa. Duran spelade i spanska ligan för RCD Cordoba, Atletico Madrid och Real Oviedo. Hans svenska fru Ulla arbetade som barnflicka hos Henry "Garvis" Carlsson som spelade tillsammans med Duran i Madrid. Familjen Duran flyttade till Sverige och Antonio Duran inledde sin tränarkarriär. Hans första allsvenska klubb blev Sandvikens IF. Efter att ha tränat Åtvidabergs FF återkom Duran till allsvenskan när han tog över Malmö FF. Fram till 1971 ledde Duran laget till fyra SM-guld och tre andraplatser. Han lade stor vikt vid lagets fysik och inspirerades av det 4-2-4-spelsystem som Brasilien vann VM 1962 med. Han tränade sedan Djurgårdens IF i allsvenskan fram till 1974.